# Petrogale lateralis
Petrogale lateralis — вид родини Кенгурових.

## Етимологія
Lateralis у перекладі з лат. — «що стосується боку», натякаючи на бічні темні смуги.

## Поширення

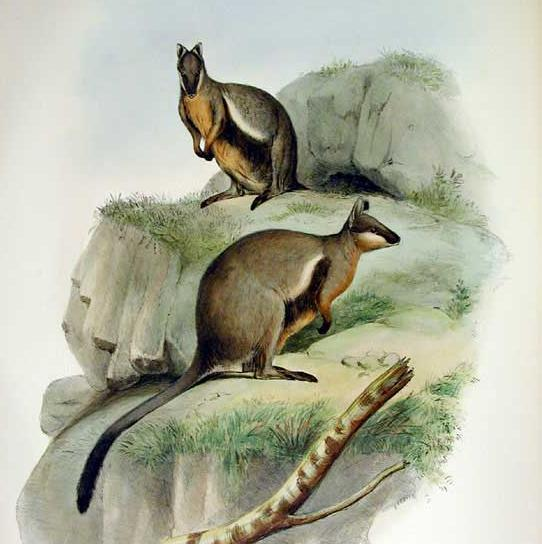
Ілюстрація з «Ссавці Австралії», Джона Ґульда, 1863

Ендемік Австралії, де зустрічається на скелястих ділянках у центральній, південній та західній частинах країни, включаючи ряд прибережних островів. Багато популяцій цього виду є ізольованими один від одного, і цей поділ породив три визнаних підвиди: Petrogale lateralis lateralis, Petrogale lateralis hacketti, Petrogale lateralis pearsoni. Зустрічається в різних похилих і скелястих місцях проживання.

## Опис
Поживою для нього є трави і фрукти. Може вижити без води протягом тривалого часу, так як її потреба зменшується при укритті в печерах протягом дня, де відносна вологість повітря вища. Це довгоживуючий вид, з середнім віком самиць, що народжують, близько 6 років (статева зрілість самиць настає в один рік; тварини живуть близько 12 років). Вага 4.6 кг. Диплоїдний набір хромосом P. l. hacketti, 2n=20.

## Загрози та охорона
Різні підвиди стикаються з різними загрозами. Головну загрозу для виду загалом становить лисиця, яка, як відомо, зіграла велику роль у зниженні чисельності виду. Конкуренція з боку місцевих і введених травоїдних тварин (в основному овець і кроликів) є однією з основних загроз, а також втрата місць проживання у зв'язку зі зміною режиму вогню і введеними травами. Мешкає в багатьох охоронних територіях.

## Підвиди
Вид Petrogale lateralis
Підвиди:
Petrogale lateralis lateralis Gould, 1842
Petrogale lateralis hacketti (Thomas, 1905)
Petrogale lateralis pearsoni (Thomas, 1922)